# Klin (okres Námestovo)
Klin (Hongaars: Klin) is een Slowaakse gemeente in de regio Žilina, en maakt deel uit van het district Námestovo.
Klin telt 2.186 inwoners.